# Clube de Regatas do Flamengo
Flamengo (puno ime: Clube de Regatas do Flamengo) je brazilski nogometni klub iz Rio de Janeira.

## Povijest
Flamengo su osnovali 17. studenog 1895. (iako klub slavi osnivanje svake godine 15. studenoga, koji je također brazilski nacionalni praznik) kao veslački klub Joséa Agostinho Pereira da Cunha, Mario Spindola i Nestor de Barros, Augusto Lopes, José Félix da Cunha Menesesa i Felisberto Laport. Skupina se okupljaju u Café Lama, u četvrti Flamengo u blizini Rio de Janeira te je odlučila da se formira klub veslanja. Veslanje je tada u kasnom 19. stoljeću bio sport elite a mladi osnivači su se nadali da će klub biti popularan kod mladih dama iz gradskog visokog društva. Klub iako je osnovan 1885.,  svoju prvu službenu utakmicu odigrao je 1912. godine. Flamengo je osvojio Brasileirão u šest navrata, posljednji puta u sezoni 2009., Copa do Brasil dva puta i Campeonato Carioca rekordnih 32 puta. Zbog svog malog kapaciteta Flamengov stadion, Gávea, rijetko se koristi, a klub igra na državnom stadionu Maracana najvećem nogometnom stadionu u Brazilu, s kapacitetom od 76.935 mjesta. Maracana se obnavljala za Svjetsko prvenstvo u nogometu 2014. i Ljetne olimpijske igre 2016. te je tada klub svoje utakmice igrao na stadionu Engenhão.

## Uspjesi

### Domaći uspjesi
- Campeonato Brasileiro Série A[1][2][3]
  - Prvak (8): 1980., 1982., 1983., 1987., 1992., 2009., 2019., 2020.

- Copa do Brasil[4]
  - Osvajač (4): 1990., 2006., 2013., 2022.

- Supercopa do Brasil
  - Osvajač (2): 2020., 2021.

- Copa dos Campeões
  - Osvajač (1): 2001.

- Campeonato Carioca[5]
  - Prvak (38): 1914., 1915., 1920., 1921., 1925., 1927., 1939., 1942., 1943., 1944., 1953., 1954., 1955., 1963., 1965., 1972., 1974., 1978., 1979., 1979. (specijalno izdanje), 1981., 1986., 1991., 1996., 1999., 2000., 2001., 2004., 2007., 2008., 2009., 2011., 2014., 2017., 2019., 2020., 2021., 2024.

- Torneio Rio-São Paulo[6]
  - Prvak (1): 1961.

### Južnoamerički i svjetski uspjesi
- Copa Libertadores[7]
  - Prvak (3): 1981., 2019., 2022.

- Copa Mercosur[8]
  -  Prvak (1): 1999.

- Copa de Oro[9]
  -  Pobjednik (1): 1996.

- Interkontinentalni kup
  -  Prvak (1): 1981.

## Vanjske poveznice
- Službena web-stranica